# HD 122106
HD 122106，又名BD-02 3768，SAO 139666、HR 5258，是一颗恒星，视星等为6.4，位于銀經333.84，銀緯55.17，其B1900.0坐标为赤經13h 54m 38.3s，赤緯-3° 55.17′ 45″。